# Phoenicoprocta nigricoxa
Phoenicoprocta nigricoxa là một loài bướm đêm thuộc phân họ Arctiinae, họ Erebidae.